# Као (Лесото)
Као (англ. Kao) — одна з місцевих громад, що розташована в районі Бута-Буте, Лесото. Населення місцевої ради у 2006 році становило 5 304 особи.